# Poecilotriccus
Poecilotriccus is een geslacht van zangvogels uit de familie tirannen (Tyrannidae).

## Soorten
Het geslacht kent de volgende soorten:
- Poecilotriccus albifacies – Witwangtodietiran
- Poecilotriccus calopterus – Goudvleugelschoffelsnavel
- Poecilotriccus capitalis – Zwartwitte todietiran
- Poecilotriccus fumifrons – Grijskapschoffelsnavel
- Poecilotriccus latirostris – Roodteugelschoffelsnavel
- Poecilotriccus luluae – Lulu's todietiran
- Poecilotriccus plumbeiceps – Bruinkeelschoffelsnavel
- Poecilotriccus pulchellus – Zwartrugschoffelsnavel
- Poecilotriccus ruficeps – Roodkruintodietiran
- Poecilotriccus russatus – Rosse schoffelsnavel
- Poecilotriccus senex – Bruinwangschoffelsnavel
- Poecilotriccus sylvia – Grijskeelschoffelsnavel